# Marián Jurčík
Marián Jurčík (* 27. Januar 1987 in der Slowakische SR, Tschechoslowakei) ist ein slowakischer Schachgroßmeister.

## Laufbahn
Marián Jurčík erhielt von der FIDE 2008 den Titel eines Internationalen Meisters (IM) zugesprochen. Erst 2017 erhielt er schließlich den Großmeistertitel.
Im Jahre 2010 gewann er die slowakische Schach-Einzelmeisterschaft.
Für die Slowakei nahm er an den Schacholympiaden 2016 und 2018 teil.
Die slowakische Extraliga konnte er in der Saison 2010/11 mit TJ Slávia CAISSA Čadca, 2014/15 sowie 2015/16 jeweils mit ŠO ŠKM Angelus Stará Ľubovňa und 2019/20 mit CVČ Mladosť VIX Žilina gewinnen. In Tschechien spielte er unter anderem für den SC A64 Grygov und Prestige Photo Unichess.